# Magician Lord
Magician Lord (マジシャンロード?, Majishan Rōdo) è un platform arcade a scorrimento di tipo sparatutto, pubblicato da SNK nel 1990 e sviluppato da Alpha Denshi per Neo Geo. Faceva parte dei quattro titoli presenti al giorno del suo lancio, assieme a Baseball Stars Professional, NAM-1975 e Top Player's Golf, ed è il primo videogioco prodotto da terze parti per tale scheda hardware. Venne convertito per le versioni casalinghe AES e CD (era incluso pure in bundle con la prima console).
Tra i giochi del quartetto, Magician Lord è quello che sfrutta meglio le caratteristiche tecniche del Neo Geo: per questo, grazie anche alle recensioni positive dell'epoca, tuttora ne viene considerato il primo killer application.
Un diretto sequel è stato più volte annunciato verso la metà degli anni 90, finendo poi con l'essere cancellato per svariati motivi. All'inizio era previsto per Neo Geo CD e successivamente per la portatile Neo Geo Pocket Color.

## Trama
In un tempo lontano, la pacifica e prosperosa terra di Cadacis vide insorgere la terribile minaccia di uno stregone, Gal Agiese. Emanando il suo oscuro potere, costui evocò una legione di ripugnanti creature pronti ad invaderla, tra cui il demone della distruzione Az Atorse, affinché conquistassero l'intero mondo. All'improvviso apparve un giovane mago, il quale dopo molte fatiche sconfisse quei mostri, sigillando infine Gal Agiese e Az Atorse in una collana di otto tomi. La gente di Cadacis, grata al mago per essere stata liberata dalle forze del male, lo chiamò "Magician Lord" (il signore dei maghi).
Centinaia di anni dopo, Gal Agiese torna libero riuscendo a spezzare l'antico sigillo che lo teneva racchiuso, quindi ruba gli otto tomi magici per diffondere di nuovo morte e distruzione su Cadacis e rievocare Az Atorse. Elta, l'ultimo discendente del Magician Lord originale, intraprende un viaggio per recuperare gli otto tomi magici e sconfiggere una volta per tutte i due malvagi.

## Modalità di gioco
Il giocatore controlla Elta per gli otto livelli di cui si articola Magician Lord. I primi sei consistono in fasi esplorative piuttosto ampie, che in alcuni casi permettono al protagonista, impegnato a fronteggiare senza respiro le orde di nemici inviati da Gal Agiese, di trovare percorsi alternativi per arrivare ogni volta a scontrarsi coi due boss di fine livello: dapprima uno degli scagnozzi dello stregone (la comparsa di ognuno di essi viene sempre rivelata dal simbolo corrispondente, mostrato su una parete), e, subito dopo, uno dei sei mostri da lui creati. Vengono così recuperati sei degli otto tomi magici.
Nel settimo livello, dopo lo scontro con l'ultimo tirapiedi, Elta deve affrontare faccia a faccia Gal Agiese, che per l'occasione si presenta sotto l'aspetto di un gigante deforme. Il mago acquisisce il settimo tomo dopo aver ucciso Gal Agiese, che però ha appena fatto in tempo a evocare Az Atorse: ma non è tutto, perché all'inizio dell'ottavo e ultimo livello lo stregone si reincarna entrando via via nei corpi dei suoi sette scagnozzi, i quali dovranno essere nuovamente eliminati uno ad uno. All'interno di un santuario avviene infine lo scontro con Az Atorse, impossessatosi dell'ultimo tomo magico, che perderà dopo essere stato sconfitto.
Il gioco è caratterizzato dalla visione sullo schermo di due barre: la prima di tipo vitale, l'altra invece della potenza. Entrambe possono essere riempite ed eventualmente ampliate tramite l'acquisizione di power-up. Raccogliendo inoltre alcune sfere colorate è possibile anche trasformare Elta, cosa che durante la sessione dà maggiore profondità.
Le vite supplementari a disposizione sono tre. Nonostante vi siano i punti ferita, il giocatore non deve mai far cadere Elta nel vuoto, altrimenti perde immediatamente una vita. Qualora il giocatore indugiasse troppo nel raggiungere i nascondigli dei tirapiedi di Gal Agiese, Elta sarà attaccato da un mostro invincibile.

### Trasformazioni
Una delle peculiarità di Magician Lord è quella di far diventare Elta potente trasformandolo in uno dei sei guerrieri speciali, grazie ai sopracitati elementi sferici di un diverso colore. La barra vitale verrà quindi ampliata, col personaggio che dopo aver subito alcuni colpi torna com'era prima. Al pari di Elta, i personaggi speciali moriranno all'istante se precipitano nel vuoto. Di seguito sono elencate le loro descrizioni:
- Dragone – Attacca soffiando fiamme in tutte le otto direzioni ma con un raggio di azione limitato, ed è piuttosto lento negli spostamenti. Per ottenere questa trasformazione sono necessarie due sfere rosse.
- Uomo d'acqua – Attacca lanciando appunto bolle d'acqua che possono raggiungere grandi distanze ma che sono abbastanza deboli. Per ottenere questa trasformazione sono necessarie una sfera rossa e una sfera blu.
- Poseidone – Attacca tramite colonne d'acqua dalla grande potenza (con esse è anche possibile congelare i nemici comuni), ma è estremamente lento negli spostamenti. Per ottenere la trasformazione in questione sono necessarie due sfere blu.
- Shinobi – Attacca con proiettili di fuoco ed è inoltre il più agile tra i sei personaggi speciali. Per ottenere questa trasformazione sono necessarie una sfera verde e una rossa.
- Samurai – È in molti casi la miglior trasformazione acquisibile: personaggio molto agile, i suoi attacchi sono in grado di colpire più nemici contemporaneamente, con boomerang che possono anche attraversare i muri. Per ottenere questa trasformazione sono necessarie una sfera blu e una verde.
- Raijin – Può attaccare con scariche elettriche in tutte le direzioni ed è molto agile, soprattutto nei salti; l'unico difetto è il raggio d'azione troppo corto. Per ottenere tale trasformazione sono necessarie due sfere verdi.

Prima dello scontro con il boss finale Az Atorse, il giocatore può scegliere quale tra le sei trasformazioni sia per Elta la più consona nella circostanza, senza che debba prendere gli elementi; qualora però perdesse una vita, nei tentativi rimanenti sarà costretto ad affrontarlo nello stato normale.

## Accoglienza
A causa della sua costante difficoltà, Magician Lord fu un fiasco in sala giochi, sebbene risultasse il decimo gioco arcade allora più popolare.
IGN ha assegnato alla versione per console virtuale di Magician Lord una valutazione di 6,5 su 10.
Nel 2014, HobbyConsolas ha incluso Magician Lord tra i venti migliori giochi per Neo Geo AES. Anche Time Extension lo ha elencato come uno dei migliori giochi per Neo Geo.